# Inkhorn
Un termine inkhorn è un prestito linguistico o un neologismo creato partendo da radici classiche (ossia grecolatine) che viene inserito nella lingua inglese e che viene giudicato da taluni anglofoni come superfluo o eccessivamente pretenzioso. La questione intorno ai termini inkhorn sorse tra la metà del XVI secolo e la metà del XVII secolo, periodo in cui l'inglese stava vivendo la transizione dal medio inglese all'inglese moderno.

## Etimologia
Un inkhorn è un calamaio fatto di corno. È stato un elemento importante per molti studiosi ed è diventato un simbolo degli scrittori.
(Enrico VI, parte I, William Shakespeare)

## Adozione del termine
La polemica sui termini inkhorn maturò tra la metà del XVI e la metà del XVII secolo, periodo in cui stavano concretizzandosi la transizione dal medio inglese all'inglese moderno, nonché il rimpiazzo del latino e del francese con l'inglese quale lingua principale della scienza e dell'apprendimento in Inghilterra. Numerosi termini di radici grecolatine vennero in questo periodo introdotte nella lingua inglese, suscitando la critica reazione d'una parte del mondo anglofono che riteneva tali lemmi estranei alle radici sassoni e di difficile comprensione per un locutore medio. Veniva altresì sottolineato che numerosi dei termini introdotti erano superflui in quanto lemmi di radice sassone e dall'identico significato già esistevano nella lingua inglese.
Se taluni di questi termini inkhorn andarono effettivamente a coprire dei vuoti semantici (principalmente nel campo tecnico e scientifico), la maggioranza di questi s'affiancarono invece agli identici termini inglesi concorrendovi e talvolta soppiantandoli rendendo in taluni casi addirittura desueto il precedente termine puramente inglese.
Scrittori come Thomas Elyot e George Pettie importavano prestiti con grande entusiasmo, mentre Thomas Wilson e John Cheke s'opponevano a questa pratica. Cheke scrisse:
(John Cheke)

## Conseguenze
La fortuna di tali termini inkhorn è stata variabile ed è impossibile affermare che si trattò d'un fenomeno pienamente riuscito o, al contrario, pienamente fallito. Di certo il fenomeno contribuì ad introdurre nuove parole oggi comunemente in uso (come ad esempio dismiss, celebrate, encyclopedia, commit, capacity ed ingenious), mentre altri lemmi hanno avuto effimera diffusione e sono rapidamente scomparsi (verbigrazia expede). L'avvento di questi termini di radice classica suscitò inoltre la reazione purista di numerosi scrittori che provarono a riportare in vita termini desueti (vedasi gleeman per musician, sicker per certainly, inwit per conscience, yblent per confused) o a crearne di nuovi partendo da radici germaniche (endsay per conclusion, yeartide per anniversary, foresayer per prophet).

## Lascito
Come sopra accennato, taluni termini inkhorn sono oggi entrati a far parte del comune vocabolario inglese, così come anche alcuni termini coniati o resuscitati dai puristi in contrapposizione a questi lemmi importati ebbero successo. Sebbene la controversia si possa considerare conclusa per la fine del XVII secolo, numerosi scrittori hanno tentato nel corso dei secoli ed anche in anni recenti di ritornare a quelle che vedevano come le radici più pure della lingua. Ad esempio, lo scrittore William Barnes creò un intero lessico con parole come starlore per astronomy e speechcraft per grammar, ma i suoi coni non sono stati accettati e non fanno parte del vocabolario inglese. George Orwell ebbe ad esempio a dire:
(George Orwell)